# Bács-Kiskun vármegye turisztikai látnivalóinak listája

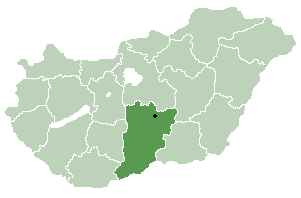
Bács-Kiskun vármegye

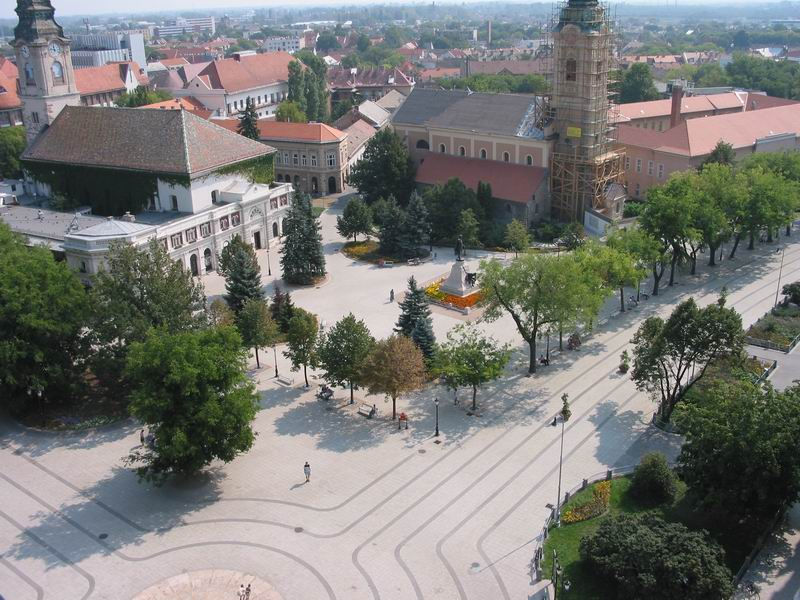
Kecskemét főtere a Nagytemplom tornyából

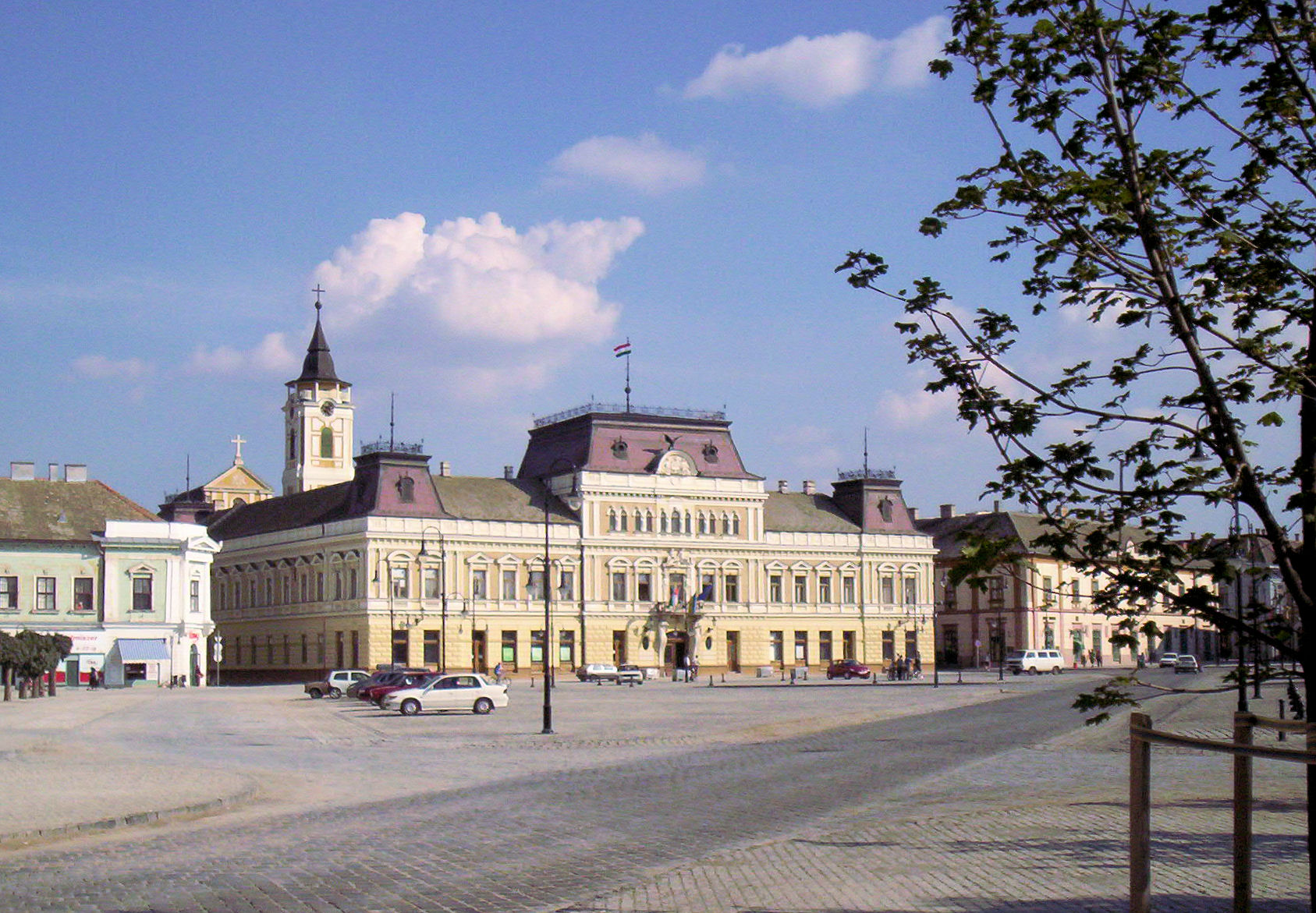
A bajai városháza

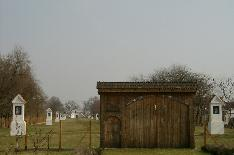
A kiskunfélegyházi Kálvária

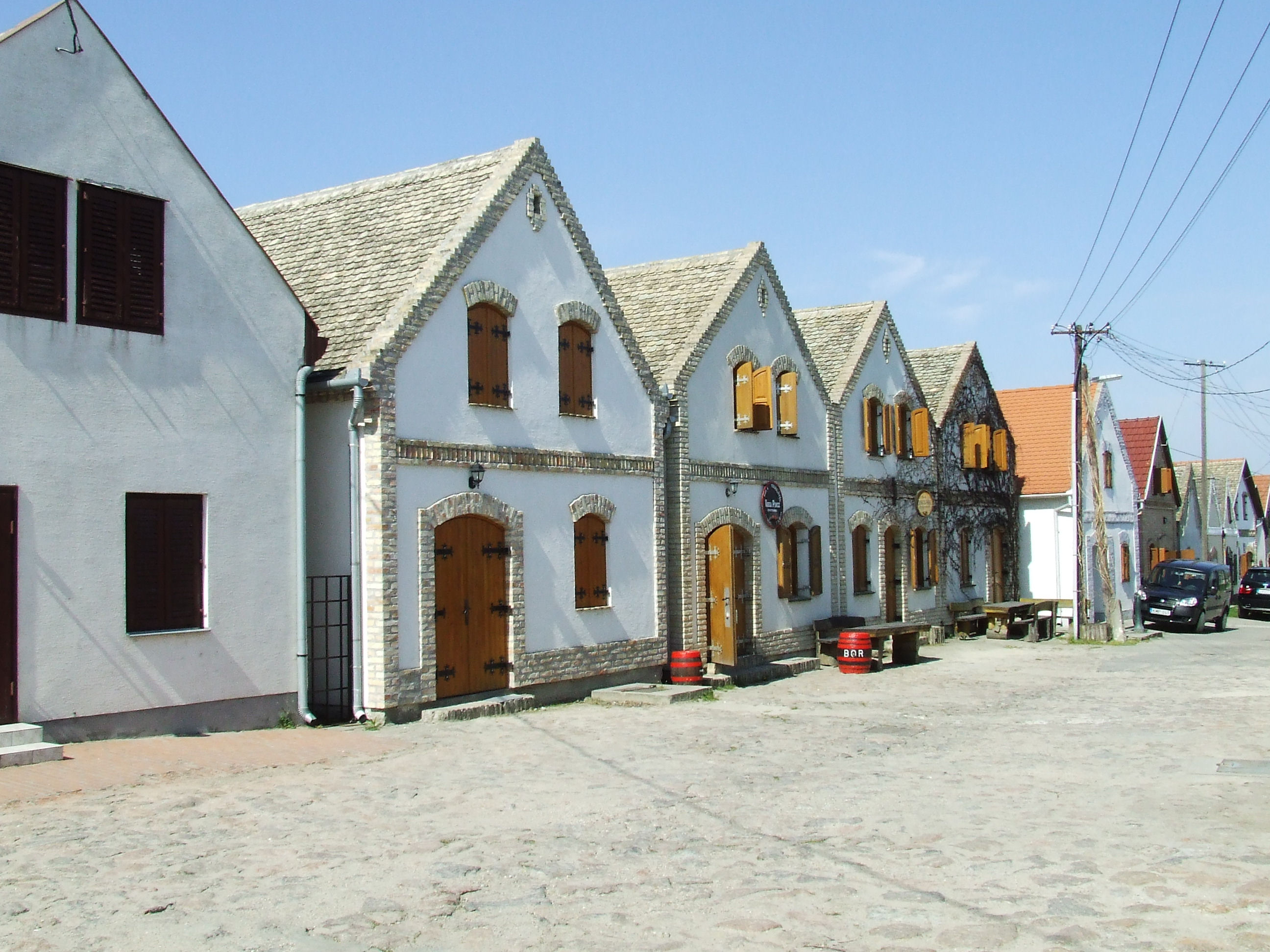
Hajós: Európa legnagyobb pincefaluja

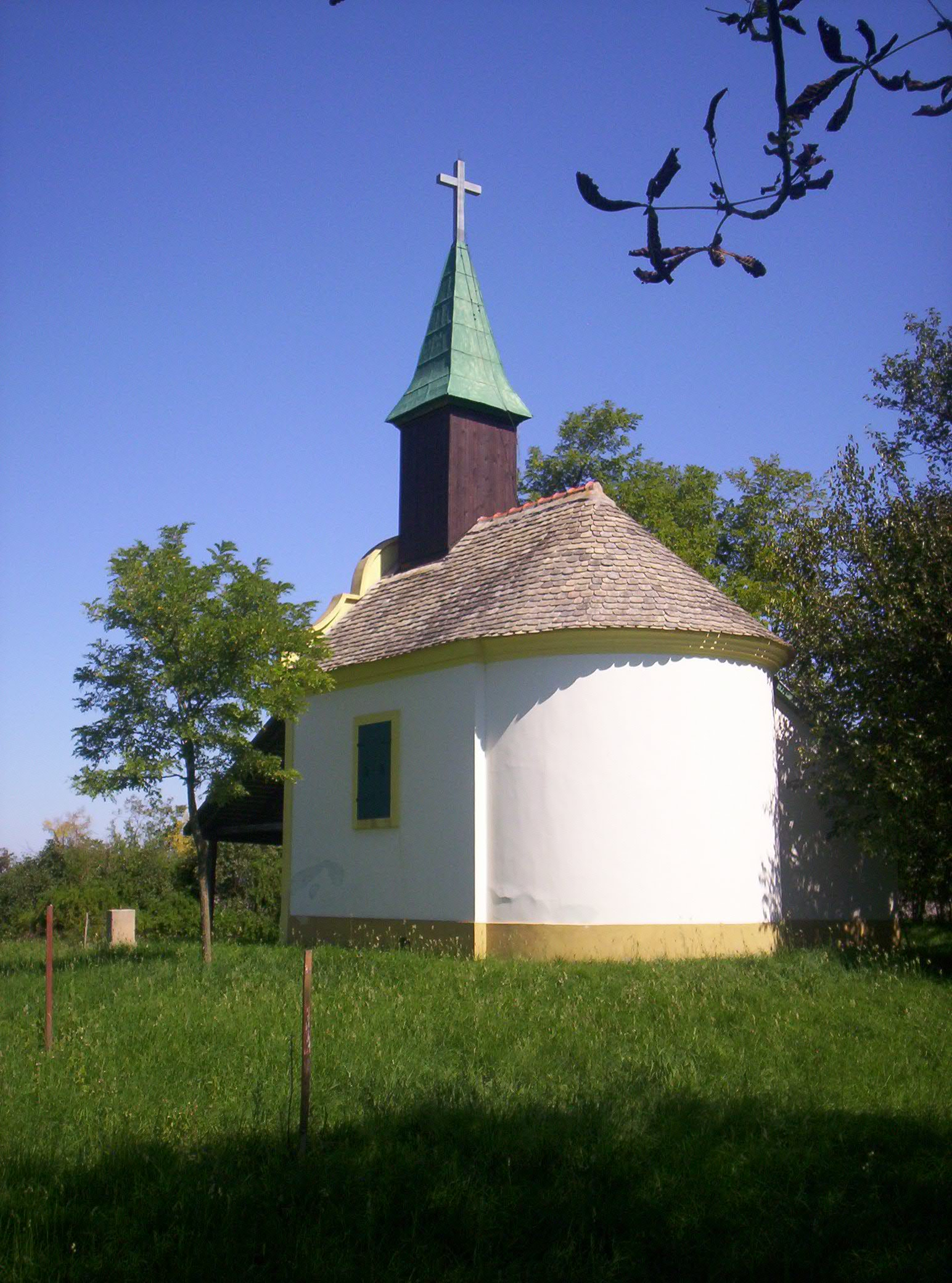
A sükösdi Szent Anna-kápolna

Ez a lista Bács-Kiskun vármegye ismert turisztikai látnivalóit tartalmazza (műemlékek, természeti értékek, programok).

## Kecskemét
- Nagytemplom
- Városháza
- Cifrapalota
- Tudomány és Technika Háza (volt zsinagóga)
- Katona József Színház

## Kalocsa
- Kalocsai székesegyház
- Érseki palota
- Paprika Múzeum
- Schöffer Múzeum
- Népművészeti Ház
- Érseki Botanikus Kert
- Sétálóutca
- Színház
- Negyvennyolcasok tere
- Szent István Király (Fő) út
- Kossuth Lajos út (Szent István király út folytatása)
- Szentháromság tér (Főtér)

## Baja
- Városháza
- Ferences templom és kolostor
- Belvárosi Szent Péter és Szent Pál Templom
- Bajai zsinagóga
- Kálvária-kápolna
- Szent Rókus-kápolna Mészáros Lázár sírjával
- Nepomuki Szent János-kápolna
- Jelky András szobra
- Türr István Múzeum
- Nagy István képtár
- Türr István-emlékmű
- IV. Károly-emlékmű

## Kiskunfélegyháza
- Városháza
- Sarlós Boldogasszony-templom
- Kálvária
- Szélmalom
- Ligetös főutca – Európa leghosszabb platánfasora
- Móra Ferenc szülőháza

## Kiskunhalas
- Sáfrik szélmalom
- Kiskunhalasi Városháza épülete
- Kiskunhalasi Tájház
- Thorma János Múzeum
- Halasi Csipkeház
- Búsuló kuruc szobra
- Kiskunhalasi Országzászló-emlékmű
- Kiskunhalasi Hősök szobra
- Kiskunhalasi Református Templom
- Kiskunhalasi Alsóvárosi Római katolikus Templom
- Régi Református Temető – Nemzeti Sírkert
- Kiskunhalasi Zsinagóga

## Más települések
- Bugac – bugaci tanösvény
- Dunapataj – Szelidi-tó
- Fajsz – neoromán Szent István-templom
- Hajós – Pincefalu
- Kunfehértó – Holdrutás erdő
- Soltvadkert – Vadkerti-tó
- Sükösd – Szent Anna-kápolna
- Tompa – Szent Anna-templom
- Miske – Római katolikus templom, Tóth Menyhért emlékház
- Kiskunmajsa – Gyógy- és Élményfürdő, 1956-os Múzeum, római katolikus templom
- Kiskőrös – Petőfi Szülőház és Emlékmúzeum

## Településen kívüli látnivalók
- Kiskunsági Nemzeti Park